# SNAV
SNAV (Societa Navigazione Alta Velocita) talijanska je brodarska tvrtka za prijevoz putnika od Italije prema Korzici, Sardiniji, Siciliji i Hrvatskoj.

## Relacije
- Napulj - Palermo / Pontinsko otočje / Eolsko otočje
- Civitavecchia - Porto-Vecchio / Olbia / Palermo
- Split - Ancona / Stari Grad / Pescara

## Flota
SNAV-ovu flotu čini 5 velikih Ro-Ro brodova, 16 katamaran-trajekata i 5 hidroglisera.

Ro-Ro brodovi:
- M/T SNAV Lazio
- M/T SNAV Sardegna
- M/T SNAV Toscana
- M/T SNAV Campania
- M/T SNAV Sicilia

Katamarani:
- SNAV Pescara Jet
- SNAV Croazia Jet
- SNAV Don Francesco
- SNAV Orion
- SNAV Aries
- SNAV Aurora
- SNAV Aquila
- SNAV Alcione
- SNAV Aquarius
- SNAV Alpha
- SNAV Auriga
- SNAV Aldebaran
- SNAV Andromeda
- SNAV Antares
- SNAV Altair

Hidrogliseri:
- Superjumbo
- Fastblu
- Sinai
- Panarea
- Salina

## Vanjske poveznice
- Službene stranice